# Григорьев, Иннокентий Семёнович
Иннокентий Семенович Григорьев (1896—1919) — революционер, активный участник большевистского подполья в годы Гражданской войны в Томске.

## Биография
Родился в семье революционера Семёна Степановича Григорьева. Братья и сёстры Иннокентия Григорьева Ольга, Татьяна, Анна, Пётр и Григорий также были активными революционерам и подвергались неоднократным репрессиям. В семнадцатилетнем возрасте Иннокентий едет в Москву, с целью учиться на художника. С началом I мировой войны мобилизован в армию, ведет революционную агитацию среди солдат. После Октябрьской революции приезжает в Петроград, задействован в охране Смольного. В апреле 1918 года приехал в Томск. Работал в штабе Красной армии заведующим снабжением боеприпасами и вооружением, в военном отделе Совета рабочих и солдатских депутатов. В мае-июне 1918 года в результате восстания белочехов Советская власть временно пала по всей Сибири. Большевики ушли в подполье. Иннокентий под фамилией Аргентова перебрался в Екатеринбург. Там он был арестован, но за неимением улик освобождён. В сентябре по указанию ЦК РКП(б) возвращается в Томск, где организует подпольную работу и становится секретарём Томской подпольной большевистской организации. Вместе с большевиками Карлом Ильмером, Яном Бредисом, Фёдором Соколовым и другими, Григорьев развернул подготовку к вооружённому восстанию, организацию забастовок рабочих и оказание помощи партизанским отрядам, борящимся с Омским правительством Колчака. Подготавливаемое большевиками восстание не удалось: проникший в организацию агент колчаковской контрразведки выдал план восстания.
4 марта 1919 года штаб по подготовке восстания был арестован. Ян Бредис и Карл Ильмер погибли, не выдержав пыток. Остальных, в том числе и Иннокентия Григорьева, расстреляли в ночь с 27 на 28 марта 1919 года.
Его жена, Мария Никифоровна, была арестована в конце 1918 года и в 1919 году также расстреляна.

## Память
22 января 1920 года прах И. Григорьева перезахоронен в братской могиле на пл. Революции (ныне — Новособорной). В 1957 году, в связи с 40-летием Октябрьской революции, его имя было присвоено одной из улиц в Томске.